# Torre de’ Roveri
Torre de’ Roveri – miejscowość i gmina we Włoszech, w regionie Lombardia, w prowincji Bergamo.
Według danych na styczeń 2009 gminę zamieszkiwało 2320 osób przy gęstości zaludnienia 859,3 os./1 km².